# Dictyna subpinicola
Dictyna subpinicola là một loài nhện trong họ Dictynidae.
Loài này thuộc chi Dictyna. Dictyna subpinicola được Wilton Ivie miêu tả năm 1947.